# Cilla Ramnek
Ann Cecilia (Cilla)  Ramnek är en svensk konstnär och författare.
Ramnek studerade textil vid Konstfackskolan i Stockholm. Ramnek har haft utställningar i Stockholm, Paris och Moskva och har gjort flera olika offentliga gestaltningar till exempel på Umeå universitet och Huddinge sjukhus. 
Som konstnär arbetar Cilla Ramnek med en mängd olika uttryck. Materialet är grunden, det som sätter både ramar och visar på öppningar i skapandet. Det har lett till gränsöverskridande konstverk i alla typer av material; enorma pärlplatteverk, textila mönster, collage och ihopklipp av alla de slag.
Hon utvaldes i januari 2016 att gestalta en av de nya planerade tunnelbanestationerna i Stockholmsregionen. 2021 skapade hon det 580 kvadratmeter stora konstverket Flygande mattan på Sergels torg i Stockholm.

## Offentliga verk i urval
- Väggmålningar på restaurang Atlas i Stockholm
- Mosaikgolv i Café Saturnus i Stockholm
- Mönster nr 74, målning, glaserat kakel på vägg, 2002, Norra beteendevetarhusets centrala entré, Umeå universitet